# Saint-Jean-de-Muzols

Saint-Jean-de-Muzols este o comună în departamentul Ardèche din sud-estul Franței. În 1 ianuarie 2022 avea o populație de 2.499 de locuitori.